# Рудка (Днепропетровская область)
Рудка (укр. Рудка) — село,
Рудковский сельский совет,
Царичанский район,
Днепропетровская область,
Украина.
Код КОАТУУ — 1225684601. Население по переписи 2001 года составляло 818 человек .
Является административным центром Рудковского сельского совета, в который, кроме того, входят сёла
Кравцовка,
Рыбалки и
Щербиновка.

## Географическое положение
Село Рудка примыкает к сёлам Китайгород и Кравцовка, на расстоянии в 1 км расположено село Зубковка.
Вокруг села несколько заболоченных озёр — остатки древнего русла.

## История
Село Рудка основано в 1730 году, когда казацкого атамана Ивана Рудя пожаловали землями на болотах.

## Экономика
- ООО «Шевченко».
- ФХ «Лелеки».

## Объекты социальной сферы
- Школа I-II ст.
- Амбулатория.
- Дом культуры.

## Достопримечательности
- На заповедных землях сели Рудка сохранились казацкие курганы и остатки Украинской укреплённой линии (30-е года XVIII века).
- Братская могила советских воинов.